# Glacialklimat

Solstrålningen har lägre intensitet i områden runt polerna eftersom strålningen passerar genom mer atmosfär och sprids över en större yta jämfört med områden närmare ekvatorn.

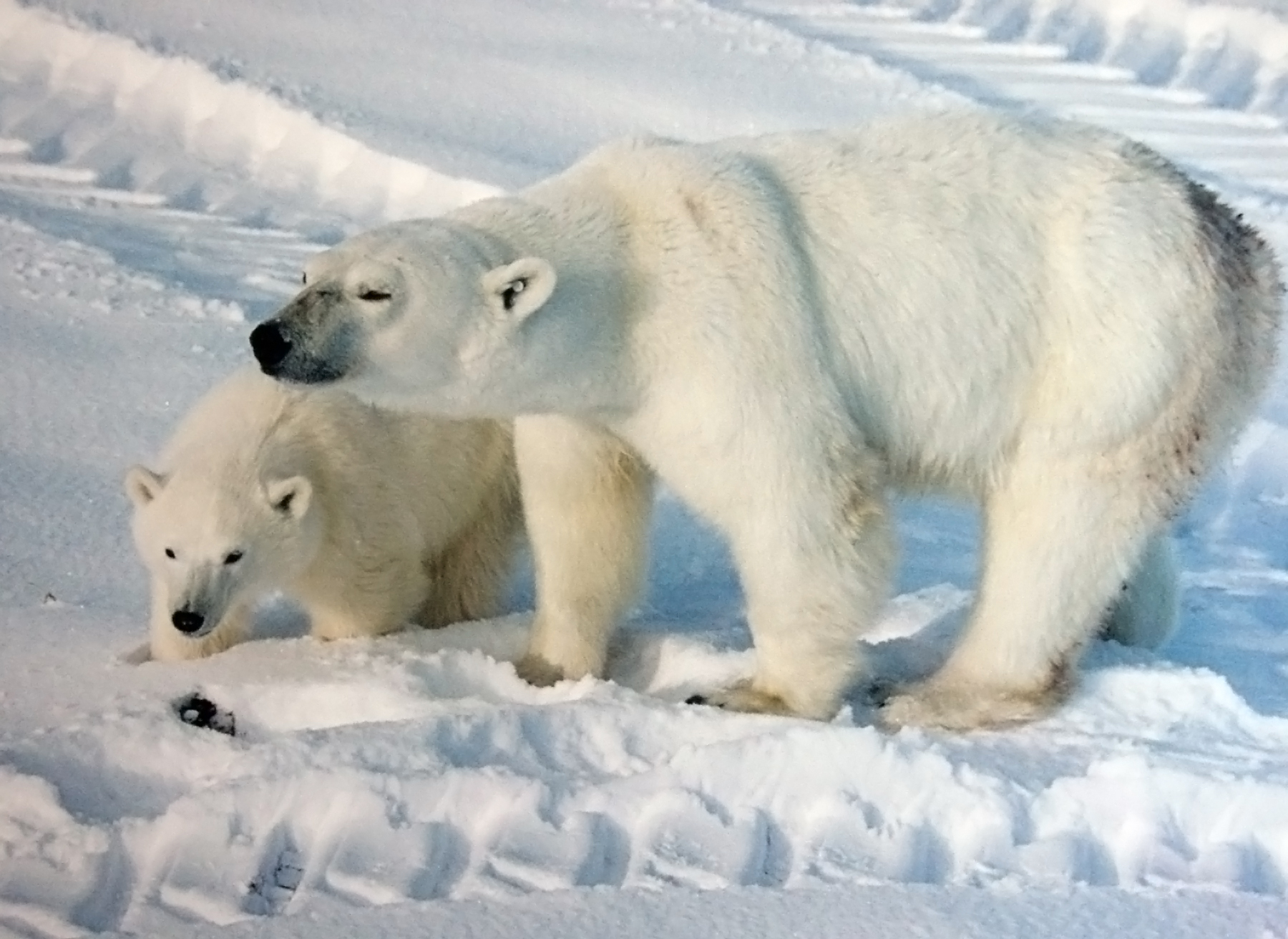
Isbjörn med unge.

Glacialklimat betecknar ett mycket kallt klimat, där ingen månads medeltemperatur överstiger 0 °C. Klimatet återfinns främst i polarområdena, och karakteriseras även av mycket torr luft och liten nederbörd. Den nederbörd som faller samlas i glaciärer. 